# Baar, Schweiz
Baar är en stad och kommun i kantonen Zug, Schweiz. Kommunen är sett till invånarantalet, den näst största i kantonen. Staden ligger längs vägen från Zürich genom Sihldalen till Zug.

## Historia
Utgrävningar i Baarburg visar att kullen varit bebodd i faser från bronsåldern till 700-talet e.Kr. Fynden antyder att det här funnits en keltisk furstesits. Under romarrikets tillbakagång fungerade den som tillflyktsort. En kyrka byggdes under 700-talet, men Baar omnämns första gången år 1045 som Barra.
Under senmedeltiden lydde Baar under Habsburg och klostret i Kappel am Albis. När klostret upplöstes vid reformationen kunde Baar lösa sig. Som gränsort mot Zürich drabbades man av flera krig, så 1443, 1531, 1656 och 1712.
Trakten präglades länge av fruktodling och boskapsskötsel. Lorze gav vattenkraft för kvarnar, sågverk och pappersbruk. När ett bomullsspinneri anlades vid Lorze 1855 ökade befolkningen snabbt och snart byggdes nya fabriker. Järnvägen kom till Baar först 1897. Efter andra världskriget expanderade produktionen av tjänster och varor, med bland annat en Lego-fabrik som dock stängdes 2001. Mellan 1950 och 2012 tredubblades invånartalet.

## Kommunen
Kommunen ligger på Albisbergens sydsluttning och omfattar huvudorten Baar och byarna Allenwinden, Blickensdorf och Inwil, liksom industriområdet Sihlbrugg. Antalet arbetsplatser år 2008 var 17 041, motsvarande 14 784 heltidsarbeten. Större arbetsgivare är kantonssjukhuset, råvaruföretaget Glencore och medicinteknikföretaget Schiller.
Huvudorten Baar ligger 443 m ö.h., i ett flackt område mellan floden Lorze och Baarburg, en skogbeklädd bred kulle. Genom folkökningen har Baar närmast byggts samman med Zug.

### Kommunvapnet
Det nuvarande kommunvapnet antogs 1942. Tornet påminner om den medeltida adelsfamiljen "von Baar", medan lothringenkorset symboliserar S:t Martinskyrkan.

### Kommunikationer
Interregiotåg och S-bana stannar vid järnvägsstationen på linjen Zürich-Thalwil-Zug, där regionalbusslinjer ansluter. 
Orten har anslutning till motorvägen A4. Andra vägar leder norrut mot Sihldalen och Zürichsjön.

## Demografi
Kommunen Baar har 24 973 invånare (2023).
|  | Tyska (83,3 %) |

|  | Franska (1,1 %) |

|  | Italienska (3,8 %) |

|  | Rätoromanska (0,1 %) |

|  | Övriga (11,7 %) |

|  | Tyska (82,5 %) |

|  | Franska (1,0 %) |

|  | Italienska (3,0 %) |

|  | Rätoromanska (0,3 %) |

|  | Övriga (13,2 %) |

Uppgifterna från 2000 är baserade på en folkräkning.
Uppgifterna från 2014 är baserade på fem på varandra följande årliga strukturundersökningar. Resultaten extrapoleras. De bör tolkas med försiktighet i kommuner med mindre än 3 000 invånare.

## Bildgalleri

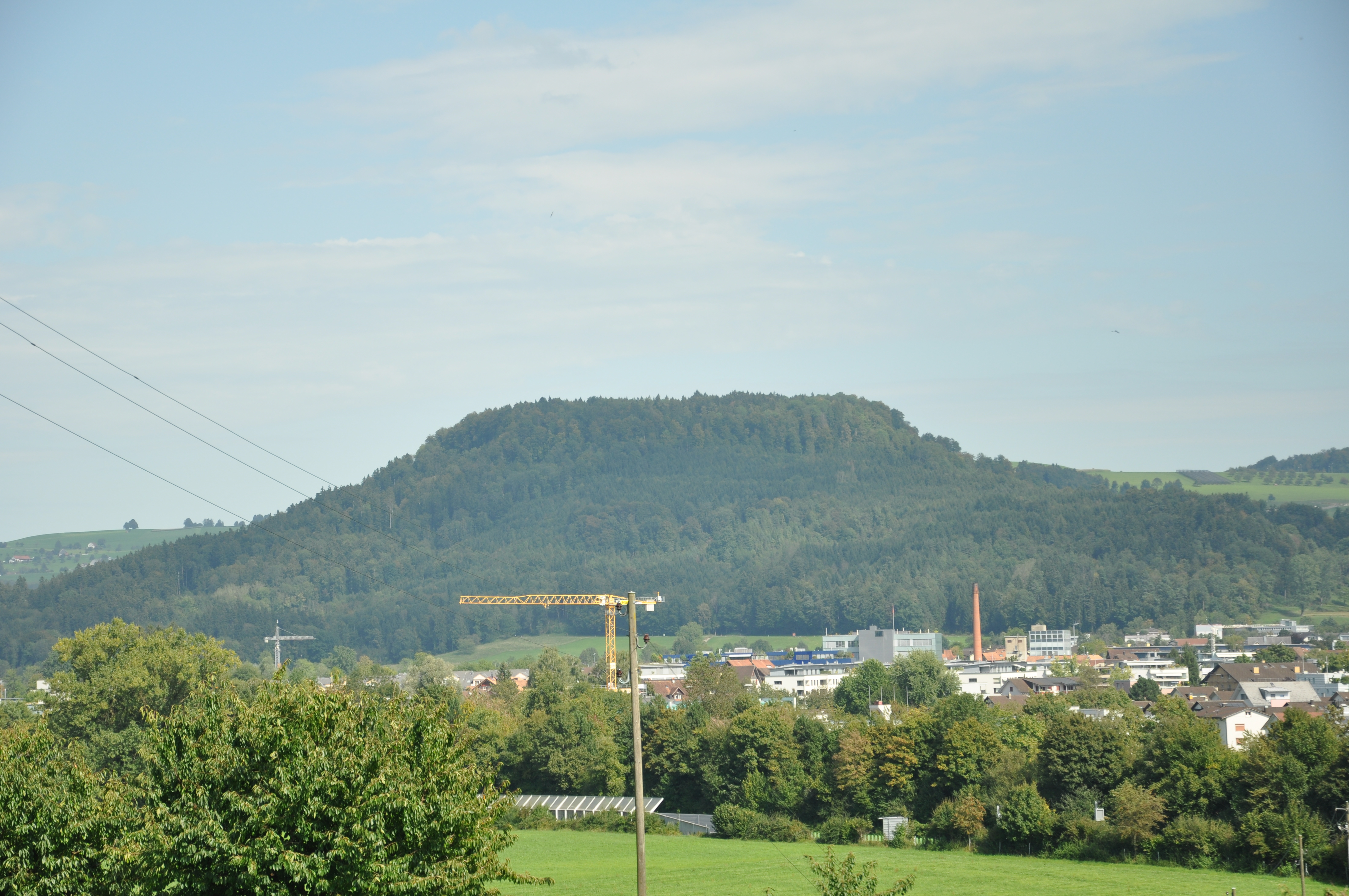
Baarburg ovanför Baar.
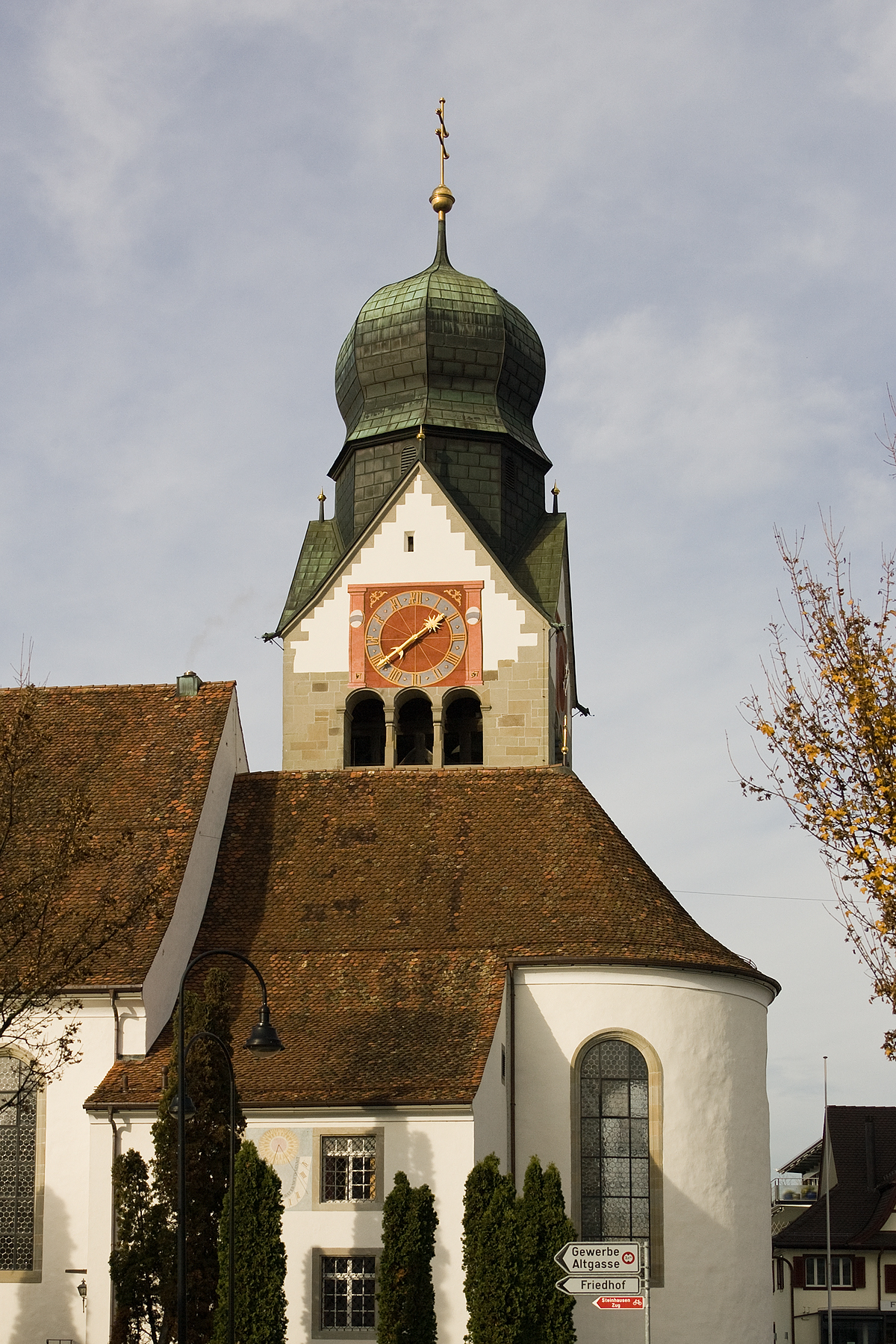
S:t Martinskyrkan, grundlagd på 1300-talet, senare ombyggd.